# Forteau
Forteau är en ort i Kanada.   Den ligger i provinsen Newfoundland och Labrador, i den östra delen av landet, 1 500 km öster om huvudstaden Ottawa. Forteau ligger 103 meter över havet och antalet invånare är 448.
Terrängen runt Forteau är platt åt sydväst, men åt nordost är den kuperad. Havet är nära Forteau åt sydost. Trakten är glest befolkad. Närmaste större samhälle är Lourdes-de-Blanc-Sablon, 17,5 km väster om Forteau. 
I omgivningarna runt Forteau växer i huvudsak blandskog.